# Haaksbergen
Haaksbergen este o comună și o localitate în provincia Overijssel, Țările de Jos. 

## Localități componente
Buurse, Haaksbergen, Sint Isidorushoeve.